# Процес Спілки визволення України
Проце́с Спі́лки ви́зволення Украї́ни — показова справа, сфабрикована ОДПУ Української СРР наприкінці 1920-х років, яка викривала вигадану антирадянську організацію серед української наукової та церковної інтелігенції. Мета — дискредитація провідних діячів української культури та громадського життя в рамках централізованої політики геноциду української нації, здійсненого урядом СРСР у 1932—1933 роках.
Процес відбувся над 45 керівниками і головними діячами т. зв. СВУ, у будівлі Столичного оперного театру у Харкові від 9 березня до 19 квітня 1930. Всього до судового процесу 1930 року залучено 474 осіб, при чому засуджено до розстрілу — 15, до концтаборів — 192, вислані за межі Української СРР — 87, засуджені умовно — 3, звільнені від покарання — 124 особи..

## Оперативна мета каральних органів
Процес СВУ мав на меті:
- обґрунтувати масові переслідування політичної опозиції на окупованих територіях УНР;
- підготувати ґрунт для подальшого погрому установ ВУАН та УАПЦ;
- стимулювати ворожнечу між прихильниками українізації (комуністами й некомуністами);
- політично скомпрометувати саму політику українізації, пов'язуючи українське відродження з діяльністю УНР в екзилі;
- довести підривну спрямованість української інтелігенції, яка нібито фактично працювала на інтереси Польської республіки;
- розгортання нової русифікації Української СРР;
- позбавити голосу українські селянські маси напередодні організації Голодомору.

## Обвинувачені у справі СВУ

Зліва направо: Сергій Петрович Павлушков, Сергій Єфремов, Льодик Ніковський; на колінах: О. Ф. Дурдуківський, Володимир Федорович Дурдуківський, Галина Єфремова, Галина Ніковська; стоять: Настя Павлушкова, дружина Сергія Павлушкова, Зіна Дурдуківська-Долгова

На лаві підсудних опинилося 45 чоловік, серед інших:
- академік Сергій Єфремов (колишній товариш голови Центральної Ради й лідер УПСФ, віце-президент ВУАН),
- правник Зіновій Моргуліс (науковий співробітник ВУАН),
- теолог Володимир Чехівський (колишній член ЦК УСДРП і прем'єр-міністр УНР, теолог і керівний діяч УАПЦ),
- педагог Володимир Дурдуківський (колишній член УПСФ),
- історик Йосип Гермайзе (професор Київського Інституту Народної Освіти, колишній член УСДРП),
- літературний критик і письменник Андрій Ніковський (колишній член УПСФ і міністр закордонних справ УНР),
- письменниця Людмила Старицька-Черняхівська (колишній член УПСФ),
- письменниця Марія Прохорова (театральна діячка, викладачка іноземних мов у київських гімназіях),
- професор Олександр Черняхівський (учений гістолог, професор Київського медичного інституту),
- академік Михайло Слабченко (історик, професор Одеського Інституту Народної Освіти, колишній член УСДРП),
- професор Василь Доґа (член УСДРП, професор ВУАН),
- педагог Олександр Гребенецький (науковий співробітник ВУАН),
- мовознавець Всеволод Ганцов (колишній член УПСФ),
- мовознавець Григорій Голоскевич (науковий співробітник ВУАН),
- мовознавець Вадим Шарко (професор Київського Кооперативого Інституту, редактор Інституту української наукової мови при ВУАН),
- лікар Микола Кудрицький (науковий співробітник ВУАН, колишній член УСДРП, професор Київського медичного інституту),
- акушер-гінеколог Олександр Іванович Крупський, член медичної секції ВУАН, доктор медицини, професор, перший у світі писав медичні праці українською мовою;
- мовознавець Григорій Холодний (науковий співробітник ВУАН),
- мовознавець-лексикограф Михайло Кривинюк (член УПСД)[2],
- студент Микола Павлушков (студент Київського інституту народної освіти, якого радянська влада вважала основоположником Спілки української молоді (СУМ)),
- студент Василь Матушевський (студент Київського художнього інституту),
- Борис Матушевський (випускник Київського інституту народної освіти).

Головою Верховного суду УСРР, який слухав справу СВУ, був Антон Приходько, головним прокурором — Михайло Михайлик (генеральний прокурор республіки і заступник Наркомюсту) і Лев Ахматов (прокурор Верховного суду УСРР), серед громадських обвинувачів були:
- комуністичний діяч Панас Любченко,
- професор Іван Соколянський,
- письменник Олекса Слісаренко.

Оборонці:
- Ратнер,
- Віленський,
- Пухтинський.

Серед підсудних були 3 жінки (Людмила Старицька-Черняхівська, Людмила Біднова, Ніна Токарівська), 2 доктори члени ВУАН, 15 професорів вищих шкіл, 2 студенти, 1 директор середньої школи, 10 учителів, 1 теолог і 1 священик УАПЦ, 3 письменники, 5 редакторів, 2 кооператори, 2 правники і 1 бібліотекар; 15 підсудних були співробітниками ВУАН.
Багатьох підсудних єднала політична діяльність під час визвольних змагань: 31 з них були колись членами українських політичних партій (15 — УПСФ, 12 — УСДРП (УПСД), 4 — УПСР), 1 був прем'єром, 2 — міністра уряду УНР, 6 — члени Української Центральної Ради. Згідно з обвинувальним актом, 33 належали до Київської групи СВУ, по 3 до Дніпропетровської й Одеської, по 2 до Полтавської і Миколаївської, по 1 до Чернігівської й Вінницької.
Серед підсудних були 2 євреї: історик Йосип Гермайзе (караїм) і правник Зіновій Моргуліс.

## Звинувачення
За легендою НКВС, СВУ була підпільною організацією, яка нібито існувала в Українській СРР від червня 1926 до липня 1929, коли її викрили органи ДПУ. СВУ одночасно начебто існувала на еміграції (її не слід плутати з Союзом визволення України, який діяв під час першої світової війни за кордоном). Тісно пов'язана з СВУ мала бути Спілка української молоді (СУМ).
Провокаторка НКВС Катерина Міньковська була особисто знайома з сім'єю Єфремова, і завдяки її діяльности чекістам вдалося зібрати багато звинувачувальних матеріалів. Також доноси на «учасників спілки» писала Наталія Собко, мати майбутнього дисидента Гелія Снегирьова, який згодом у своїй книзі писав зі зневагою про учасників вигаданої «спілки».
Згідно з обвинувальним висновком, СВУ ставила собі завдання визволення українського народу на всіх просторах його етнографічної території й заснування самостійної української республіки, яка мала бути парламентарною і демократичною, з широким правом громадян на приватну власність. Обвинувальний висновок стверджує, що СВУ підготовляла народні повстання або принаймні заколоти у пов'язанні з чужими імперіалістичними державами (Польщею) і в тісному порозумінні з лідерами української еміграції, т. зв. еміграційною СВУ. На процесі стверджувано, що вона «створена за вказівками закордонного центру петлюрівщини…», була «єдина з петлюрівським закордонним центром, що визнавав себе урядом УНР». Крім того, СУМ мала організувати терор проти всесоюзних і українських комуністичних керівників. Осередками дії СВУ акт обвинувачення вважав ВУАН і УАПЦ.

## Процес та вирок
У процесі виявилося багато розбіжностей. Лідери української еміграції рішуче заперечували твердження слідства, ніби еміграція давала якісь вказівки підсов. СВУ. Зокрема Л. Чикаленко заперечив, ніби він будь-коли висилав лист-інструкцію С. Єфремову. В існуванні такого листа висловив сумніви і підсудний Йосип Гермайзе. Об'єднаної еміграційної СВУ не могло й бути, бо еміграція була політ. занадто поділена. Н. Павлушкова (сестра підсудного) твердить, що «СВУ як організація являла собою центр з дуже вузького кола людей, не більше 12 — 15, без міцно організаційно оформленої периферії»; вона визнає, що зізнання підсудних на процесі СВУ були вимушені.

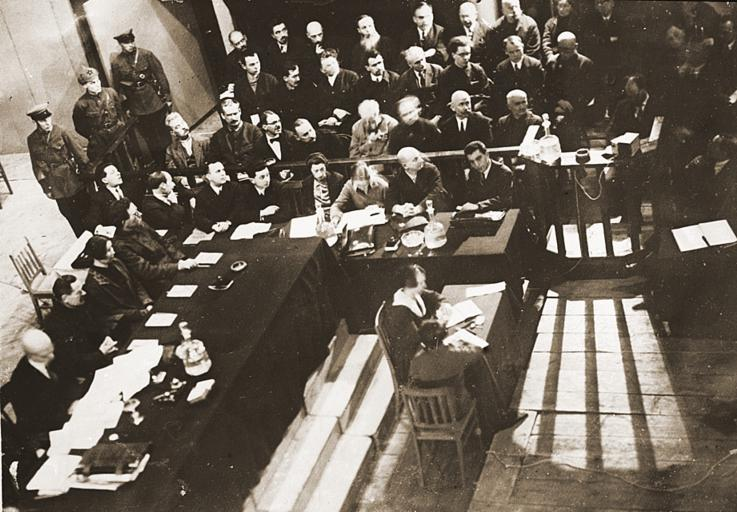
Лава захисту під час судового процесу

Якщо зважити на радянський розголос процесу СВУ, вирок був досить поміркований. За твердженням підсудного Костянтина Туркала, прокурор загрожував 13 підсудним смертною карою, але її не вимагав. З 45 підсудних 4 засуджено на 10 років ув'язнення, з суворою ізоляцією, 6 — на 8, 3 — на 6, 10 — на 5, 21 — на 3 й 1 на 2 роки; з них 10 дістали умовні вироки і були негайно звільнені, ще 5 були помилувані за кілька місяців. Частину засуджених заслано на Соловки. У 1930-их рр. і під час перших місяців Другої Світової війни багато учасників процесу СВУ були знову заарештовані й знищені. Головні підсудні загинули в тюрмах або на засланні, лише одиниці потрапили на еміграцію (К. Туркало), а дехто був реабілітований аж по Другій світовій війні (В. Ганцов, В. Атамановський).
У сучасній український літературі переважає думка, що СВУ і СУМ не існували як організації, а скорше були провокаційною вигадкою ДПУ (В. Голубничий, В. Гришко, М. Ковалевський, Г. Костюк, Ю. Лавріненко, Р. Саллівант, К. Туркало, П. Феденко), але дехто визнає існування СВУ (Н. Павлушкова, В. Плющ). Гіпотезу про те, що СВУ — СУМ як організації були вигадкою ДПУ, підтримує факт інших показових процесів всесоюзного масштабу (Шахтинський процес у 1928, справа Промпартії у грудні 1930 або Справа «Союзу визволення Білорусі» у 1930–1931), які мали суто політичне завдання. Найправдоподібніше буде припустити, що підсудні на процесі СВУ були українськими патріотами і активно працювали для українського національно-культурного відродження 1920-их рр., але вони це робили більше спонтанно, не творячи якоїсь антирадянської політичної організації, тим більше такої, що директиви діставала б від української еміграції.

## Громадський резонанс
Масштаб та показовість процесу СВУ справили гнітюче враження на українську спільноту в СРСР. Очевидцем судилища у приміщенні харківського оперного театру був відомий мовознавець Юрій Шевельов — на той час студент університету:
| ...одна важлива подія припала на мої студентські роки: процес СВУ в Харківському театрі опери, або, як вона тоді офіційно називалася, - Столичної опери. Діялося це на третьому році мого студенства, в березні - квітні 1930 року. Квитків на цю трагічну виставу не продавали, а розподіляли через профспілки робітникам і службовцям. Присилали трохи квитків і на студентів. ...Так я потрапив на допит Дурдуківського, розгубленого, непевного, і Людмили Старицької-Черняхівської, яка показалася найбільшим чоловіком серед підсудних чоловіків і не давалася на провокації. Пам'ятаю ще дуже активного обвинувача Панаса Любченка з його рудим волоссям і бородою, що особливо в'їдався в допитуваннях. Пам'ятаю загальний вигляд лави підсудних і постаті НКВДистів за нею і побіч неї. Процесом я тоді був здивований і спантеличений. Я міг собі уявити, що підсудні справді утворили підпільну організацію. Це навіть викликало в мене невиразне відчуття гордости - значит, не все українське на Україні радянське і комуністичне... |